# ویتوریو سگتزی
ویتوریو سگتزی (ایتالیایی: Vittorio Seghezzi؛ زادهٔ ۲۷ مهٔ ۱۹۲۴) دوچرخه‌سوار اهل ایتالیا است.